# Captains of the Clouds
Captains of the Clouds è un film del 1942 diretto da Michael Curtiz.